# 郭晞
郭晞（733年—794年），郭子仪第三子，母霍国夫人王氏。唐朝官员。
少年善骑射，经常随父郭子仪征伐。初，郭晞以战功授左赞善大夫。随广平郡王李俶（即唐代宗）收复两京，力战于香积寺、陕西，以功加银青光禄大夫、鸿胪卿。后以功拜殿中监。广德二年，加御史中丞，以战功加御史大夫，父郭子仪固让不受。永泰二年（766年），检校左散骑常侍。大历七年（772年），加开府仪同三司，十二年（777年），丁母忧。服除，加检校工部尚书，判秘书省事。建中二年（781年），丁父忧。
朱泚之乱，郭晞潜逃至唐德宗所在的奉天，复检校工部尚书、太子詹事，后改太子宾客。贞元七年（791年），其长子郭钢单骑叛逃吐蕃，被吐蕃送还，郭钢赐自尽。郭晞受儿子牵连，免官。第二年，复授太子宾客。贞元十年（794年），郭晞逝世，追赠兵部尚书。

## 家庭
- 妻子，鲁郡夫人长孙璀，长孙冲曾孙女。
- 长子，郭钢
- 次子，郭钧